# Casimiroa greggii
Casimiroa greggii là một loài thực vật có hoa trong họ Cửu lý hương. Loài này được (S.Watson) F.Chiang mô tả khoa học đầu tiên năm 1989.